# Zbigniew Jujka

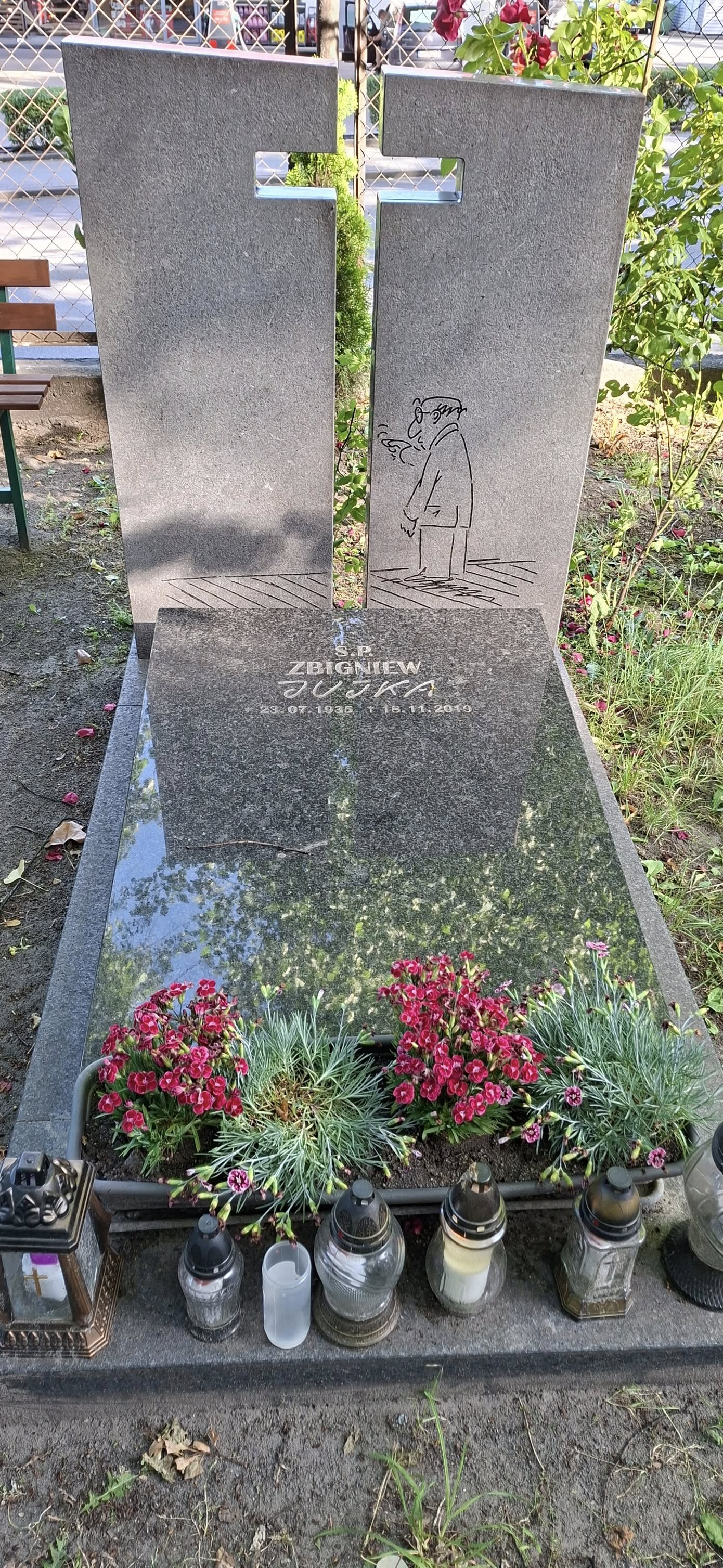
Grób Zbigniewa Jujki na Cmentarzu Garnizonowym w Gdańsku.

Zbigniew Jujka (ur. 23 lipca 1935 w Starym Targu, zm. 18 listopada 2019 w Gdańsku) – polski dziennikarz, rysownik satyryczny.

## Życiorys
Syn Franciszka (patrona Szkoły Podstawowej i Zespołu Szkolno-Przedszkolnego w Starym Targu oraz SP w Kębłowie) i Stanisławy z domu Hierowskiej (1904–1998). Brat Janusza, Mirosławy i Marii. Ukończył w 1953 Liceum Ogólnokształcące w Kościanie. W latach 1954–1961 studiował na Wydziale Architektury Wnętrz Państwowej Wyższej Szkoły Sztuk Plastycznych w Gdańsku (obecna Akademia Sztuk Pięknych). Debiutował jako rysownik-satyryk w 1953 w „Gazecie Zielonogórskiej”, potem związał się z „Dziennikiem Bałtyckim”. W latach 1960–1963 publikował tam cykl rysunkowy My i oni. Przez ponad 30 lat był redaktorem graficznym gazety. Od 1963 do końca życia (z przerwą w okresie stanu wojennego) w cyklu Dzienniczek, ukazującym się na łamach tego czasopisma, komentował poprzez rysunki satyryczne najważniejsze wydarzenia polityczne i społeczne upływającego tygodnia. Współpracował także z innymi wydawnictwami w Polsce i za granicą (m.in. z „Gościem Niedzielnym”). Autor co najmniej 60 albumików, albumów i zbiorów rysunków. Współautor albumowej antologii III Rzeczpospolita w karykaturze. Był także twórcą ilustracji książkowych i plakatów.
W latach 1989–1996 był prezesem Stowarzyszenia Polskich Artystów Karykatury.
Od 1963 był mężem Marii Aftonas-Jujki (artystki malarki, plastyczki, twórczyni tkaniny artystycznej). Ojciec Alicji Grochowskiej (ur. 1964) i Przemysława Jujki (ur. 1967).
Zmarł w Gdańsku, pochowany 23 listopada 2019 na cmentarzu Garnizonowym (kwatera 2-D-42).

## Ordery i odznaczenia
- Krzyż Kawalerski Orderu Odrodzenia Polski (19 października 1998)[13]
- Złoty Krzyż Zasługi (1979)[14]
- Srebrny Krzyż Zasługi (1973)[6]
- Srebrny Medal „Zasłużony Kulturze Gloria Artis” (8 września 2005)[15]
- Medal św. Wojciecha (2009)[16]
- Odznaka honorowa „Zasłużonym Ziemi Gdańskiej” (1974)[17]
- Odznaka „Zasłużony dla leśnictwa i przemysłu drzewnego” (1980)[6]
- Odznaka honorowa „Za zasługi dla Gdańska” (1973)[6]
- Odznaka „Za Zasługi dla Województwa Pomorskiego”[6]

## Najważniejsze nagrody
- 1968 – VI nagroda na International Salon of Cartoons w Montrealu
- 1975 – I nagroda od Włoskiego Komitetu Olimpijskiego w Ankonie
- 1977 – Nagroda San Remo na salonie Internationale Umorismo w Bordigherze
- 1977 – I nagroda na World Cartoon Exhibition w Knnoke-Heist
- 1978 – III nagroda na Satyrykonie w Legnicy
- 1979 – I nagroda na Satyrykonie w Legnicy
- 1986 – nagroda na Yomiuri International Cartoon Contest w Tokio
- 1986 – II nagroda na Satyrykonie w Legnicy
- 1987 – II nagroda na Krzywym Zwierciadle w Zielonej Górze
- 1988 – I nagroda na World Cartoon Gallery w Skopju
- 2000 – Nagroda „Eryka” ustanowiona przez Stowarzyszenie Polskich Artystów Karykatury
- 2000 – Nagroda Prezydenta Miasta Gdańska w Dziedzinie Kultury[18]
- 2003 i 2004 – Nagroda „Błękitnego Melonika Charliego”
- 2005 – Nagroda Prezydenta Miasta Gdańska w Dziedzinie Kultury z okazji 60-lecia Dziennika Bałtyckiego[18]
- 2005 – dyplom honorowy Nagrody „Pro Ecclesia et Populo” przyznanej w archidiecezji gdańskiej
- 2006 – Nagroda Pomorska
- pięciokrotnie zdobył „Złote Szpilki” przyznawane przez tygodnik „Szpilki”

## Upamiętnienie
15 stycznia 2021 imię Zbigniewa Jujki nadano tramwajowi Pesa Jazz Duo nr 1069 w Gdańsku. 9 października tego samego roku na budynku przy ulicy Marszałka Ferdynanda Focha w Gdańsku odsłonięto tablicę upamiętniającą Zbigniewa Jujkę. W gdańskich tramwajach i autobusach prezentowano klipy z twórczością rysownika.